# Мария Маринова
Мария Иванова Маринова е български учен, преподавател в Техническия университет (бивш ВМЕИ) във Варна, тя е бивша деканка и заместник-ректорка.

## Биография
Мария Маринова е родена в град Попово. Средното си образование завършва в Гимназия „Христо Ботев“ в родния си град. Завършва ВМЕИ във Варна със специалност „Електрически машини и апарати“ през 1985 г. Получава научно-образователна степен доктор през 1994 г.

## Кариера
Започва като научен сътрудник през 1985 г., а от 1989 г. е и редовен докторант във ВМЕИ, Варна в катедра „Електрически машини и апарати“ (днес „Електротехника и електротехнологии“). От 2003 г. е доцент в катедрата. От 2007 до 2011 г. е декан на Електротехническия факултет към университета. От 2011 г. е заместник-ректор на Техническия университет, Варна.
Води лекции по дисциплините: „Електрически апарати - 1 и 2 част“, „Изпитване и надежност в електротехниката“, „Компютърно моделиране“, „Надеждност на системи и съоръжения за ВЕИ“, „Моделиране на електромеханични и електротехнологични устройства и технологии“, „Специален курс по надежност на електромеханични и електротехнологични устройства“.

## Публикации
- Електротермия – I част(2002) съавтори: С.И. Контров, М.Ив. Маринова, М. Панайотов, Хр. Тахрилов, М. Йорданова
- Електротермия и електротехнология. Ръководство за лобораторни упражнения (1991)
- Комплексни теми със ситуационни задачи за държавен изпит за образователна – квалификационна степен „Бакалавър“ – II част. Модул. „Електротехнологии“ (2002)